# LATAM Cargo Colombia
LATAM Cargo Colombia é uma companhia aérea cagueira colombiana com sede em Bogotá. Sua base principal é o Aeroporto Internacional El Dorado.
É empresa irmã da LATAM Cargo Brasil e da LATAM Cargo Chile.

## Frota

### Frota atual

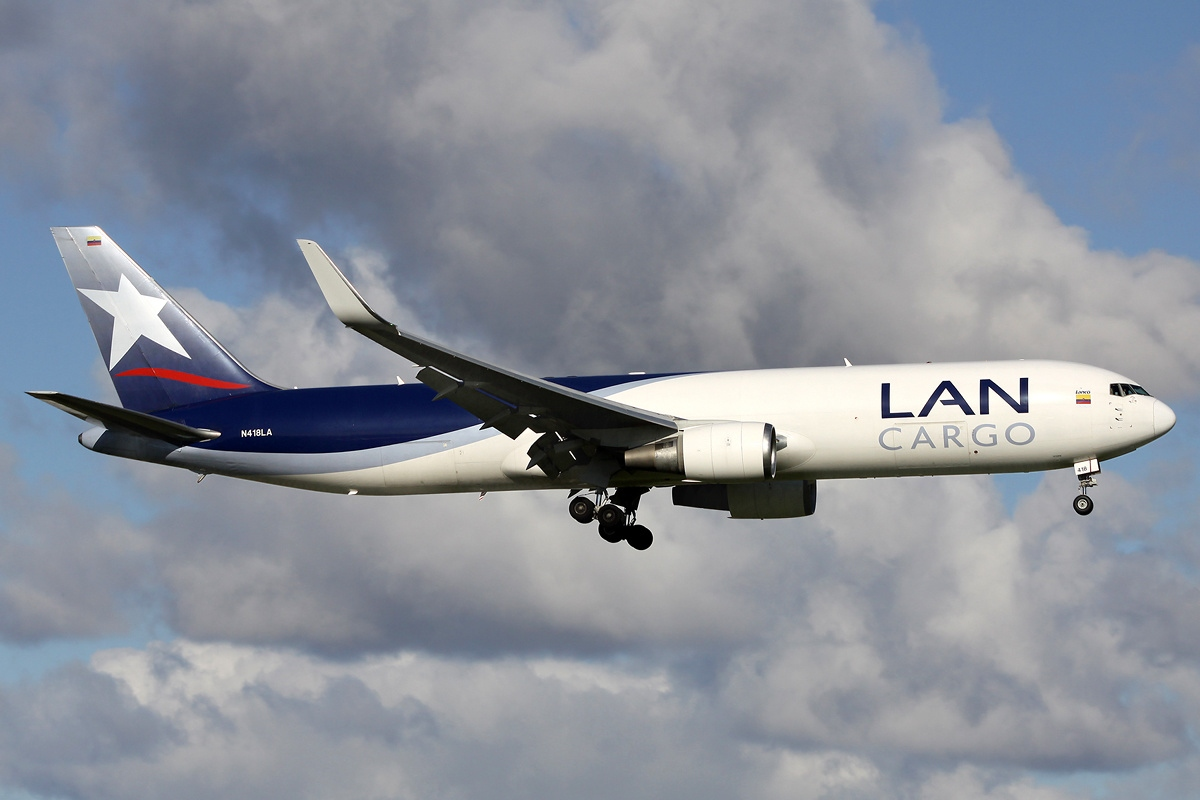
Um Boeing 767-300ERF da LANCO com a antiga pintura no Aeroporto Schiphol de Amsterdã em 2012

A frota da LATAM Cargo Colombia consiste nas seguintes aeronaves (Junho de 2020):
| Aeronaves            | Em Serviço | Ordens | Notas                |
| -------------------- | ---------- | ------ | -------------------- |
| Boeing 767-300ER/BCF | 3          | –      | Operado pela 21 Air. |
| Boeing 767-300ERF    | 3          | –      |                      |
| Total                | 6          | 0      |                      |

### Frota Histórica

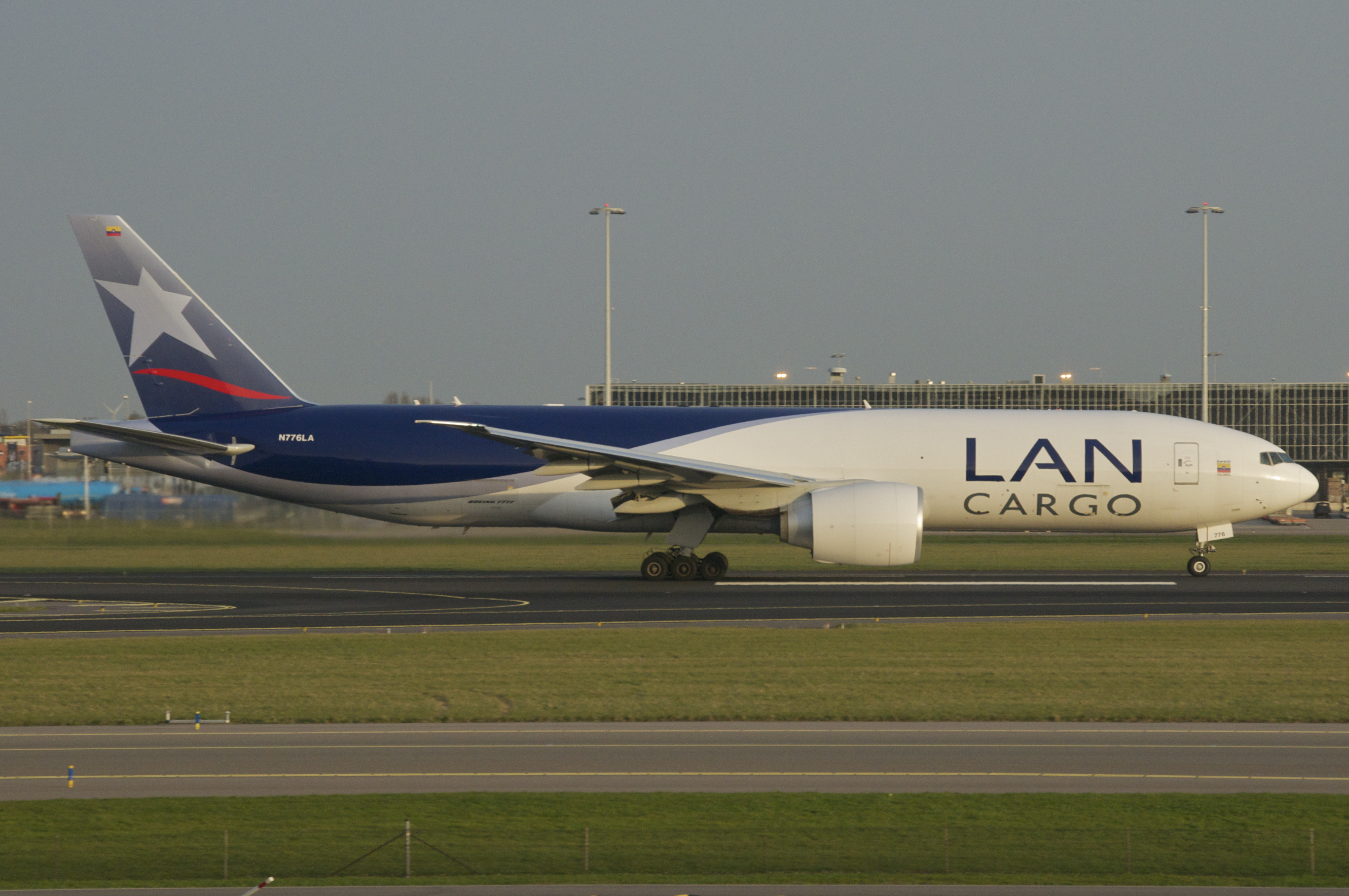
Um Boeing 777F da LATAM Cargo Colombia

A companhia aérea operava anteriormente as seguintes aeronaves:
| Aeronaves   | Total | Período de operação | Notas |
| ----------- | ----- | ------------------- | ----- |
| Boeing 777F | 1     | 2012-2018           |       |